# 吉岡町立駒寄小学校
吉岡町立駒寄小学校（よしおかまちりつこまよせしょうがっこう）は、群馬県北群馬郡吉岡町漆原にある公立小学校。前橋市のベッドタウンとして人口が増え続けている吉岡町にあって、駒寄小学校も児童数が増加している。

## 校名の由来
- 設置時の村名が駒寄村であったため。

## 沿革
- 1885年(明治18年)　43学区第23小学校設置、
- 1889年(明治22年)　町村制施行により駒寄村誕生。

翌明治23年に駒寄村立駒寄尋常小学校に改称。
- 1822年(明治25年)　校舎新築。
- 1832年(明治35年)　高等科設置し、駒寄尋常高等小学校に改称。
- 1949年(昭和24年)　北群馬郡駒寄村立駒寄小学校に改称。
- 1955年(昭和30年)　駒寄村と明治村が合併し、北群馬郡吉岡村発足。これにより吉岡村立駒寄小学校となる。

- 1991年(平成3年)4月1日　吉岡村が町制施行し、吉岡町となる。これにより吉岡町立駒寄小学校となる。

- 1999年（平成11年）8月　遊具が整備される。
- 2003年（平成15年）3月　新プールが完成する。
- 2004年（平成16年）8月　新校舎が完成する。
- 2014年（平成26年）3月　北校舎が完成。
- 2020年（令和 ２年）6月　新体育館が完成する。

## 交通
- 前橋駅より日本中央バス吉岡線　上野田四つ角行きで駒寄小学校前下車
- JRの最寄り駅は、前橋市の上越線群馬総社駅。群馬総社駅からも上記バスが利用できる。約3kmあり、徒歩だと40分ほどかかる。

## 学区
大字大久保(3129番地の2、3131番地の1を除く。)漆原及び大字南下1331番地の7、1331番地の8、1331番地の9、1331番地の10、1332番地の1、1332番地の3、1332番地の5、1334番地の9、1334番地の15、1334番地の25、1334番地の26、1334番地の27、1334番地の31、1334番地の35、1334番地の36、1334番地の37、1334番地の38、1334番地の39、1334番地の41、1334番地の44に住所を有する者